# Kościół św. Piotra i Pawła oraz klasztor Jezuitów we Lwowie

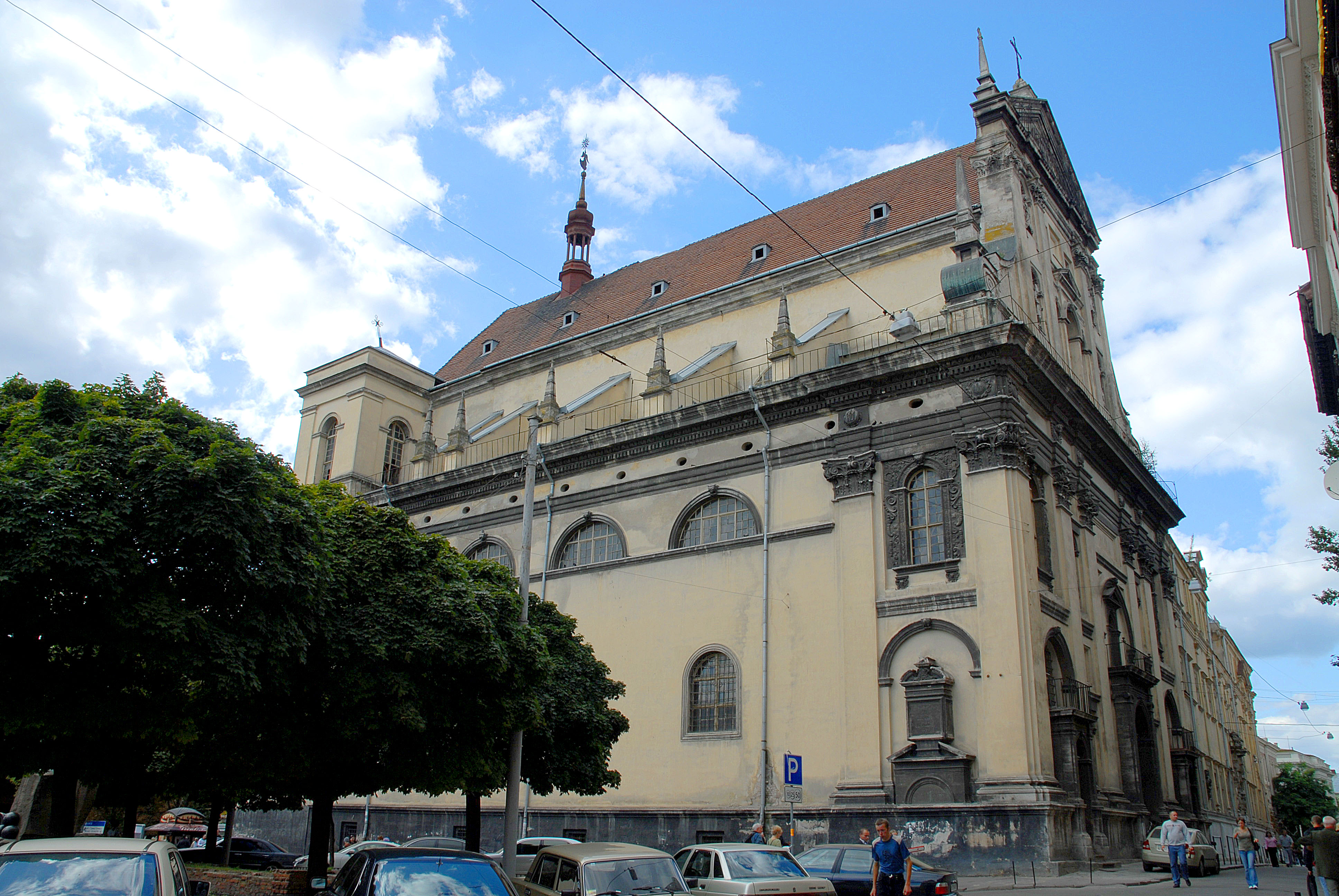
Kościół oo. jezuitów

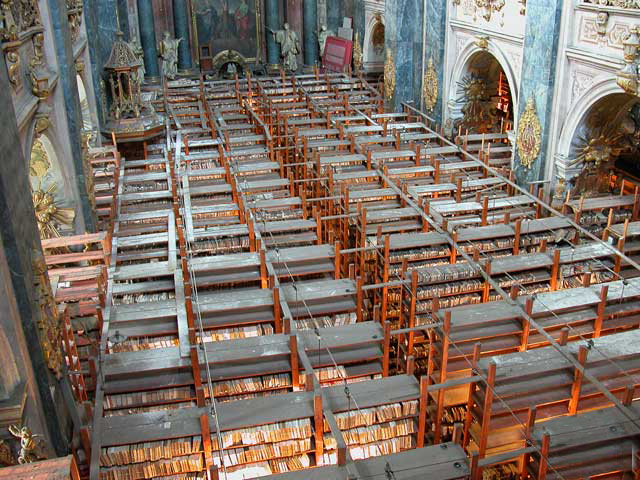
Wnętrze kościoła – zbiory dawnego Ossolineum

Greckokatolicka świątynia garnizonowa, dawniej Kościół św. św. Piotra i Pawła i klasztor Jezuitów we Lwowie, popularnie zwany kościołem jezuitów (ukr. Гарнізонний храм святих апостолів Петра і Павла, чи костел Святих Петра і Павла та монастир єзуїтів) – jest położony przy ul. Teatralnej 11, przed 1945 – ul. Rutowskiego, na Starym Mieście. Po 1945 zamknięty i przeznaczony na magazyn książek. Od 2011 cerkiew katolicka obrządku bizantyjsko-ukraińskiego pod wezwaniem św. św. Piotra i Pawła - kościół garnizonowy Sił Zbrojnych Ukrainy garnizonu lwowskiego.

## Historia
Jezuici przybyli do Lwowa w 1584 za sprawą biskupa Jana Dymitra Solikowskiego i jezuity, księdza Jakuba Wujka. Początkowo dostali jako tymczasową siedzibę katedralną kaplicę Bractwa Ubogich. Formalne jej otwarcie nastąpiło w 1591. W 1608 powołali do życia kolegium – szkołę dla młodzieży męskiej. Rozpoczęli też starania o uzyskanie placu pod budowę własnego kościoła i klasztoru. Po ciągnącym się sporze z gminą żydowską ostatecznie na mocy wyroku królewskiego dostali teren po spalonym dworze Mikołaja Mielnickiego, wojewody podlaskiego. W 1610 kamień węgielny pod budowę nowego kościoła poświęcił arcybiskup Jan Zamojski.
Kościół był budowany w stylu barokowym w latach 1610–1635, głównie kosztem Elżbiety Sieniawskiej, małżonki marszałka nadwornego koronnego Prokopa Sieniawskiego. Wzorem dla świątyni był rzymski kościół Il Gesù. Sam kościół lwowski wykazuje podobieństwo do krakowskiego kościoła św. św. Piotra i Pawła (też inspirowanego Il Gesù); otrzymał zresztą identyczne wezwanie. Początkowo prace budowlane prowadził ojciec Sebastian Lanichius. Po nim budowniczym kościoła został generalny architekt jezuitów w Polsce ojciec Giacomo Briano. Cenzorował on prace w latach 1617–1621. W 1630 gotową, mieszczącą 5000 osób świątynię poświęcił arcybiskup Jan Andrzej Próchnicki. Prace wykończeniowe i dekoracja wnętrza trwały do 1659. W 1702 przy południowo-zachodnim narożniku kościoła wybudowano strzelistą, 5-kondygnacyjną wieżę (dzwonnicę) z hełmem, najwyższą w ówczesnym Lwowie (100 m).
Kościół strawił częściowo pożar w 1734. W latach następnych został on odbudowany ze środków przekazanych przez biskupa kijowskiego Samuela Jana Ożgę i Elżbietę z Potockich Szczuczynę, starościnę wolnicką.
W latach 1740–1743 sprowadzeni z Brna malarze Franciszek Ekstein i jego syn Sebastian wykonali freski na sklepieniu kościoła. W 1744–1746 Sebastian Fesinger zbudował w kościele wielki ołtarz główny; jego konsekracja nastąpiła w styczniu 1747. W latach następnych zbudowano ołtarze boczne (1754 i 1759).
W 1754 zamontowano zegar na wieży kościelnej. Był plan, aby wykorzystać ją jako obserwatorium astronomiczne, ale ten plan upadł, ponieważ w 1773 nastąpiła kasata zakonu jezuitów. Powrócili oni do Lwowa w 1820, w 1836 odzyskali kościół, po czym zostali wygnani w okresie Wiosny Ludów (1848), by powrócić ponownie po czterech latach. Kościół pozostał w ich władaniu do 1945.
W 1830 rozebrano, z rozkazu władz austriackich, wieżę kościelną po tym, jak w 1826 niespodziewanie zawaliła się wieża ratuszowa. Do dziś zachowała się jej dolna kondygnacja, widoczna od strony zachodniej.
W latach 1879 i 1891 kościół był poddawany kolejnym remontom.
W 1905 arcybiskup Józef Bilczewski ukoronował cudowny wizerunek Matki Boskiej Pocieszenia. Po II wojnie światowej obraz przewieziono do Krakowa, a następnie do Wrocławia, gdzie do dziś znajduje się w miejscowym kościele jezuitów.
Po II wojnie światowej kościół został zamknięty przez władze sowieckie i zamieniony na magazyn książek i czasopism (2,5 mln tomów). Po ogłoszeniu niepodległości Ukrainy magazyn przejęła Biblioteki im. W. Stefanyka, zawierająca m.in. zbiory dawnego Ossolineum. Wnętrze świątyni, niezabezpieczone i niekonserwowane w okresie powojennym ulegało powolnej dewastacji. Z inicjatywy Lwowskiej Rady Miejskiej podjęta została w 2010 r. decyzja o otwarciu kościoła jako greckokatolickiej świątyni garnizonowej, a jesienią następnego roku wojsko podjęło ewakuację zbiorów do nowych magazynów. Otwarcie kościoła jako świątyni greckokatolickiej odbyło się dnia 6 grudnia 2011 roku, w 20. rocznicę powstania Sił Zbrojnych Ukrainy.
W latach 2015–2017 ekipa polskich i ukraińskich konserwatorów zabytków dokonała kompleksowej konserwacji iluzjonistycznych malowideł autorstwa Franciszka Ecksteina na sklepieniu prezbiterium świątyni. Prace konserwatorskie są kontynuowane.

### Akademia jezuicka

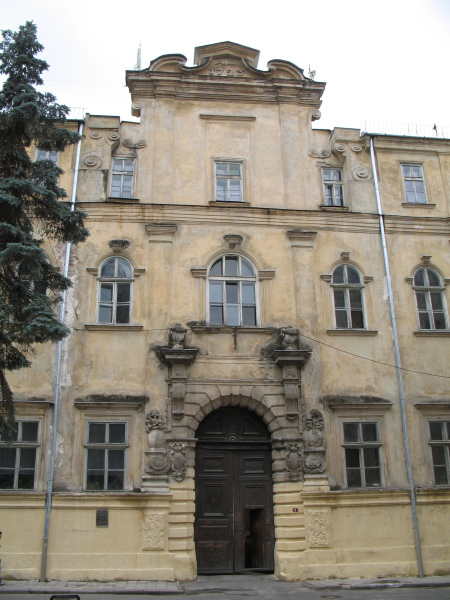
Fronton dawnego kolegium jezuickiego

Odrębną sprawą jest działalność edukacyjna jezuitów, z której zakon był szeroko znany na przestrzeni swych dziejów. Jej początków należy upatrywać we wspomnianym już kolegium dla młodzieży męskiej. Pierwsi jego uczniowie byli zgrupowani w dwa bractwa – Niepokalanego Poczęcia Najświętszej Marii Panny (starsi) i Zwiastowania (młodsi).
Gmachy kolegium i klasztoru wznoszone były bardzo długo i etapami w latach 1631–1695, ulegały wielokrotnym przebudowom a ostateczny kształt uzyskały w roku 1723. Uwieńczeniem rozwoju kolegium było nadanie mu praw akademickich w 1661 przez króla Jana Kazimierza. Choć prawa te nie zostały zatwierdzone przez sejm na skutek sprzeciwu Akademii Krakowskiej, to lwowska uczelnia stała się jedną z najważniejszych szkół Rzeczypospolitej i zalążkiem przyszłego uniwersytetu. Rangę uniwersytecką uczelni potwierdził w 1759 papież Klemens XIII.
Przy kolegium działał także szkolny teatr oraz założona w 1615 drukarnia, w której wydrukowano w sumie ok. 700 tytułów, w większości religijnych, w tym wielotomowe dzieła: Herbarz Polski (wydany w czterech tomach pt. Korona Polska w latach 1728–1743) Kaspra Niesieckiego i Nowe Ateny (1746-1756) Benedykta Chmielowskiego.
W murach lwowskich szkół jezuickich uczyli się m.in. Bohdan Chmielnicki, książę Jeremi Wiśniowiecki, poeta Franciszek Karpiński oraz poeta i biskup Ignacy Krasicki.
Kres uczelni i jej drukarni nastąpił w 1773 wraz z kasatą zakonu jezuitów. W gmachu uczelni umieszczono najpierw siedzibę namiestnika, a następnie siedzibę Sądu Krajowego (celom sądowym gmach służył do 1939 r.). Sama świątynia stała się kościołem garnizonowym wojsk austriackich.
W budynku kolegium obecnie mieści się państwowa szkoła średnia.

## Architektura

### Bryła zewnętrzna

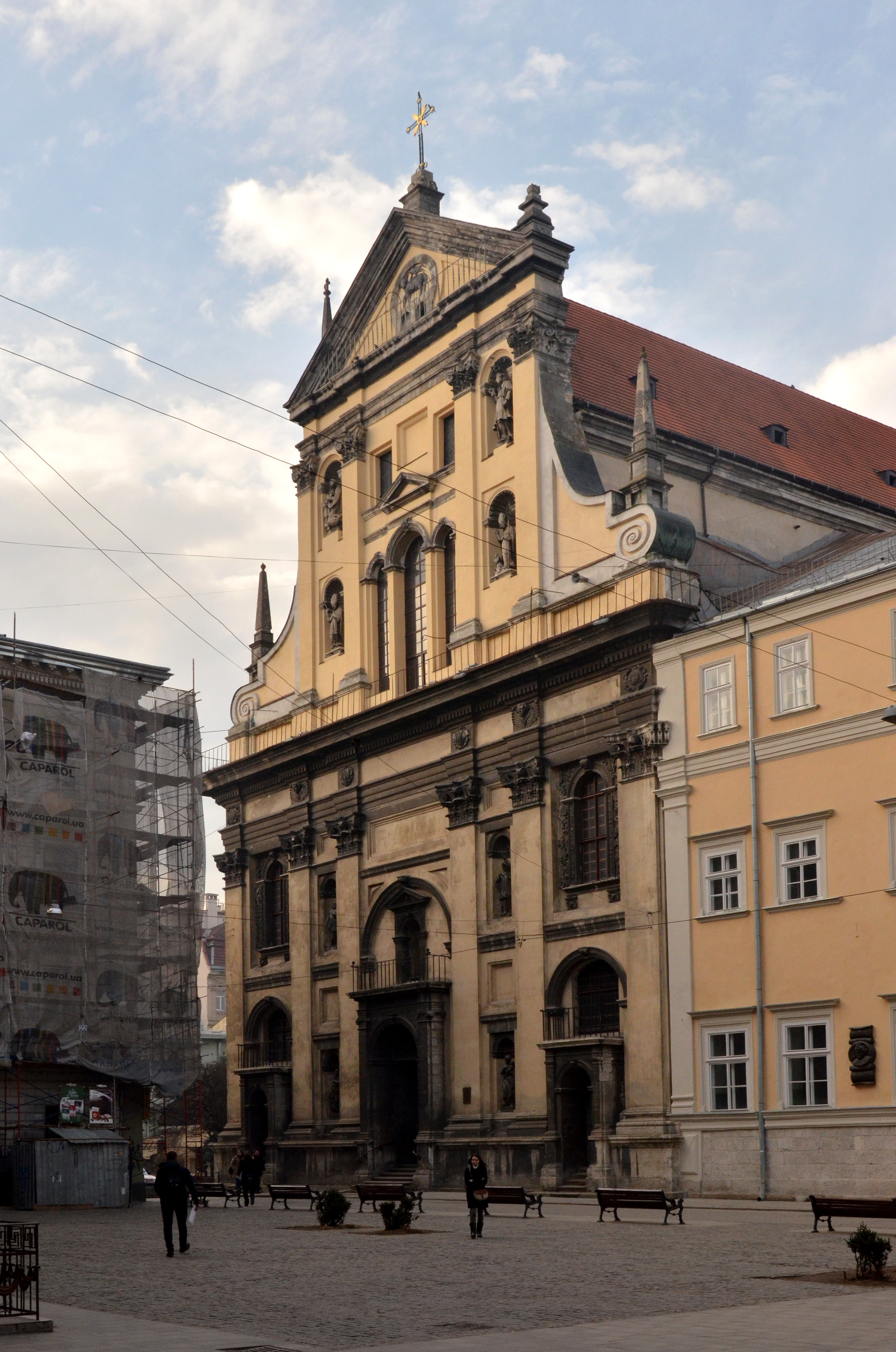
Fasada kościoła jezuitów (2015)

Lwowski kościół jezuitów jest wybitnym przykładem wczesnego baroku w Koronie Królestwa Polskiego. Był on kolejną inspiracją rzymskim Il Gesù, po kościele w Lublinie (1586-1604), kościele w Kaliszu (1587-1595), kościele w Jarosławiu (1591–1594), wspomnianym już krakowskim kościele św. św. Piotra i Pawła (1597–1619), kościele św. Kazimierza w Wilnie (1604-1616), kościele Bożego Ciała w Nieświeżu (1598–1599) i kościele w Warszawie (1609–1626). Kościół lwowski w stosunku do swego rzymskiego pierwowzoru, kościoła il Gesù, jest krótszy o parę kaplic i nie ma transeptu ani kopuły.
Fasada wschodnia świątyni, wczesnobarokowa, z elementami manierystycznymi, należy do najpiękniejszych we Lwowie. Jest ona pięcioczłonowa, dwukondygnacyjna, spięta porządkiem korynckim. Główne elementy dekoracyjne fasady wykonano z ciemnego kamienia, kontrastującego z bielą ścian. W jej dolnej kondygnacji są trzy piaskowcowe, arkadowe portale i okna, przedzielone pionowo sześcioma imponującymi pilastrami korynckimi. Pomiędzy parami filarów oddzielających portal główny od bocznych umieszczono po dwie – jedna nad drugą – nisze o konchowym zamknięciu, mieszczące posągi świętych jezuickich. Nad wejściem głównym jest niewielka galeria, z której wchodzi się na chór muzyczny; podobne mniejsze galerie są nad wejściami bocznymi. Wyższą kondygnację fasady, oddzieloną od dolnej masywnym belkowaniem, wypełniają półkoliste okna, nisze i wnęki, w różnej skali i wielkości, wypełnione figurami, dające interesującą grę światłocienia. Fasadę z obu stron ujmują ślimakowato zakończone spływy wolutowe, zakończone smukłymi, stożkowymi sterczynami. Całość założenia wieńczy trójkątny tympanon (z płaskorzeźbą ukazującą Baranka Bożego), również ujęty po bokach sterczynami, zakończony na szczycie krzyżem.
Na wysokim dachu nawy głównej znajduje się niewielka sygnaturka a nad dachami lewej nawy bocznej – szereg stożkowatych pinakli.
Prezbiterium zamknięte pięciobocznie, słabo zaznaczone od zewnątrz, jest flankowane przez dwie zakrystie. Nad wschodnią zakrystią wznosi się niska czworoboczna wieża, pozostałość po pierwotnej wysokiej wieży rozebranej w 1830.

### Wystrój wewnętrzny
Wnętrze kościoła w typie bazyliki jest czteroprzęsłowe i trzynawowe, długie na 44 m, szerokie na 22,5 m i wysokie na 26 m. Pod względem wymiarów był kościół jezuitów drugą świątynią Lwowa po katedrze łacińskiej. Nawa i prezbiterium są nakryte sklepieniem kolebkowym z lunetami. Nawa główna jest bardzo szeroka zaś nawy boczne wąskie. Mieszczą się w nich po 4 kaplice, nad którymi zbudowano galerie-empory, charakterystyczny dla świątyń jezuickich element architektury. Empory przeznaczone były dla uczniów kolegium, żeby odizolować ich od rzeszy wiernych zgromadzonych w kościele. Zarówno kaplice jak i empory są nakryte sklepieniami krzyżowymi. Między kaplicami są ostrołukowe przejścia, będące, podobnie jak ich sklepienia, reminiscencją mijającego gotyku. Sklepienie jest bogato dekorowane freskami, wykonanymi w latach 1740-1743 przez Franciszka i Sebastiana Ecksteinów. Ściany w prezbiterium są wyłożone marmurem i ozdobione pilastrami o rozbudowanych głowicach. Wnętrze posiada jednolity, późnobarokowy wygląd, powstały po pożarze w 1734.

#### Ołtarz główny

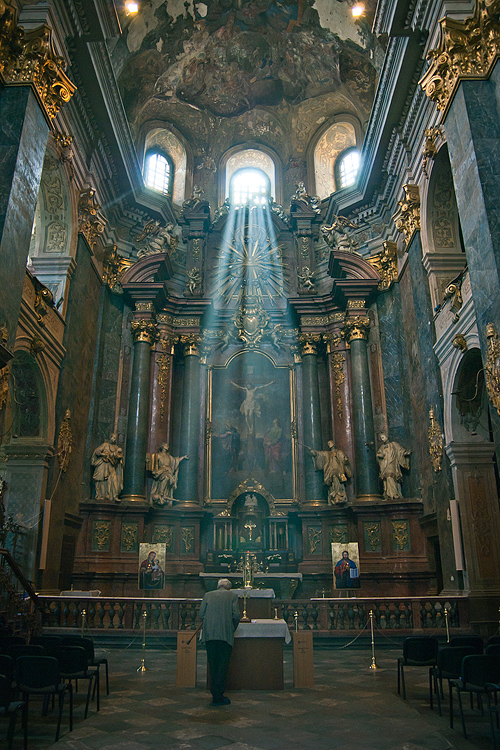
Ołtarz główny

Rozbudowany, barokowy ołtarz główny wykonany z marmuru w latach 1744–1747 ma formę aedikuli zwieńczonej szczytem z wyobrażeniem Oka Opatrzności, flankowanym przez ćwierćkoliste naczółki. Ołtarz zdobią cztery kolumny dźwigające łamane belkowanie. W centrum wisi obraz Ukrzyżowanie, sprowadzony z Wiednia w 1836, a powyżej ozdobny kartusz podtrzymywany przez putta. Przy kolumnach stoją figury nadnaturalnej wielkości z różnokolorowego stiuku, przedstawiające patronów zakonu: św. Stanisława Kostkę, św. Ignacego Loyolę, św. Franciszka Ksawerego i św. Alojzego Gonzagę. Nad ołtarzem umieszczony jest hebanowy krucyfiks z 1616, wykonany prawdopodobnie przez Jana Pfistera.

#### Ołtarze boczne
W nawach bocznych znajduje się osiem rokokowych ołtarzy bocznych z licznymi rzeźbami, ale bez obrazów. Architekt-jezuita Jan Delamars zaprojektował ołtarz św. Ignacego Loyoli dla kościoła (1695).
W ołtarzu prawej nawy jest obraz św. Stanisława Kostki. W ołtarzu nawy lewej był dawniej cudowny obraz Matki Boskiej Pocieszenia, uroczyście koronowany w 1905 koronami papieskimi przez arcybiskupa Józefa Bilczewskiego, przewieziony w 1945 do Krakowa a w 1974 do Wrocławia, do jezuickiego kościoła św. Klemensa Dworzaka. Tę wykonaną w końcu XVI w. kopię rzymskiego wizerunku Matki Boskiej Śnieżnej ofiarował generał zakonu jezuitów św. Franciszek Borgiasz klasztorowi jezuickiemu w Jarosławiu; dopiero stamtąd obraz trafił do Lwowa.
W kościele są też obrazy olejne patronów zakonu, św. Franciszka Ksawerego i św. Ignacego Loyoli.

#### Ambona
W kościele zachowała się rokokowa ambona z misternie rzeźbionym baldachimem.

#### Grobowce i epitafia
Przy filarach umieszczono liczne barokowe i rokokowe grobowce i epitafia znamienitych lwowskich rodów.
Za najważniejsze należy uznać: epitafium upamiętniające Pawła i Karola Wyżyckich (powstałe ok. 1744) oraz Jerzego (zm. 1730) i Marii (zm. 1753) Dzieduszyckich, wspólny nagrobek miecznika koronnego Jana Stanisława (zm. 1647) oraz jego wnuka, wojewody ruskiego, Jana Stanisława (zm. 1730), ufundowany przez Stanisława Wincentego, wojewodę rawskiego ok. 1740, ponadto skromne epitafium Marii z Kazanowskich, żona hetmana Stanisława, płytę chorążego wielkiego koronnego Aleksandra Jana (zm. 1723) oraz epitafium żony Stanisława Wincentego – Joanny z Potockich (zm. 1726).
Na jednym z filarów znajduje się tablica z 1912 upamiętniająca 300-lecie śmierci jezuickiego kaznodziei i kanonika katedry lwowskiej Piotra Skargi.
Pozostałe wyposażenie kościoła uległo rozproszeniu.

### Budynek dawnego kolegium
Od strony północnej do kościoła przylega budynek dawnego kolegium i klasztoru jezuickiego, tworząc razem z nim czworobok z dziedzińcem pośrodku. Gmach kolegium jest trzykondygnacyjny (górne piętro dobudowano w XIX w.). Fasada budynku jest zaakcentowana płytkim ryzalitem z krzywoliniowym frontonem ujętym w spływy wolutowe i zwieńczonym przerywanym naczółkiem. Wejście stanowi dekoracyjny barokowy portal, ozdobiony kartuszem i kamiennymi wazonami. Na elementy dekoracyjne budynku dawnego kolegium składają się pilastry, gzymsy i obramienia okien, prostokątnych na parterze i drugim piętrze i półkolistych – na pierwszym.
Na ścianie kolegium znajduje się współczesna tablica upamiętniająca jednego z jego uczniów, Bohdana Chmielnickiego.